# جمية كبيرة الأزهار
الجُمِية كبيرة الأزهار (باللاتينية: Phacelia grandiflora) نوع نباتي ينتمي إلى جنس الجمية من الفصيلة الحمحمية.